# Lohbach (Chiemsee)
Der Lohbach ist ein Fließgewässer im bayerischen Landkreis Traunstein. Der Bach entsteht östlich des Weilers Eglsee (Gemeinde Chieming) in einer Quelle namens Buchbrunnen. Bei Stöttham mündet er in den Chiemsee.

## Geschichte
Die Versickerung des Eglseebachs und die Quelle bei Stöttham wird von Karl Troll (1924) bei der Beschreibung des Erlstätter Trockentales erwähnt und ist in älteren Karten eingezeichnet.
Erst im 20. Jahrhundert wurde von Laimgrub bis Stöttham ein Entwässerungsgraben angelegt und der gesamte Verlauf als Lohbach benannt. 

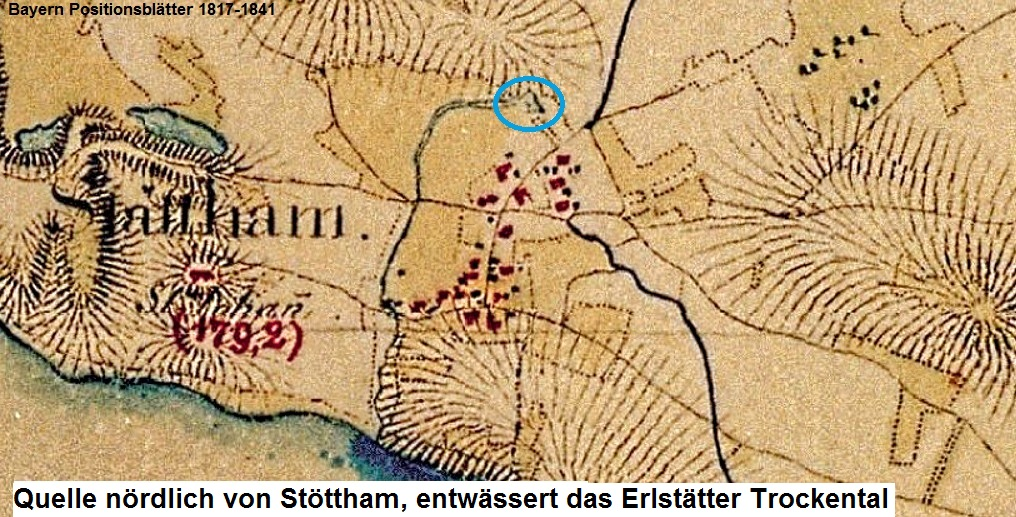
Quelle bei Stöttham
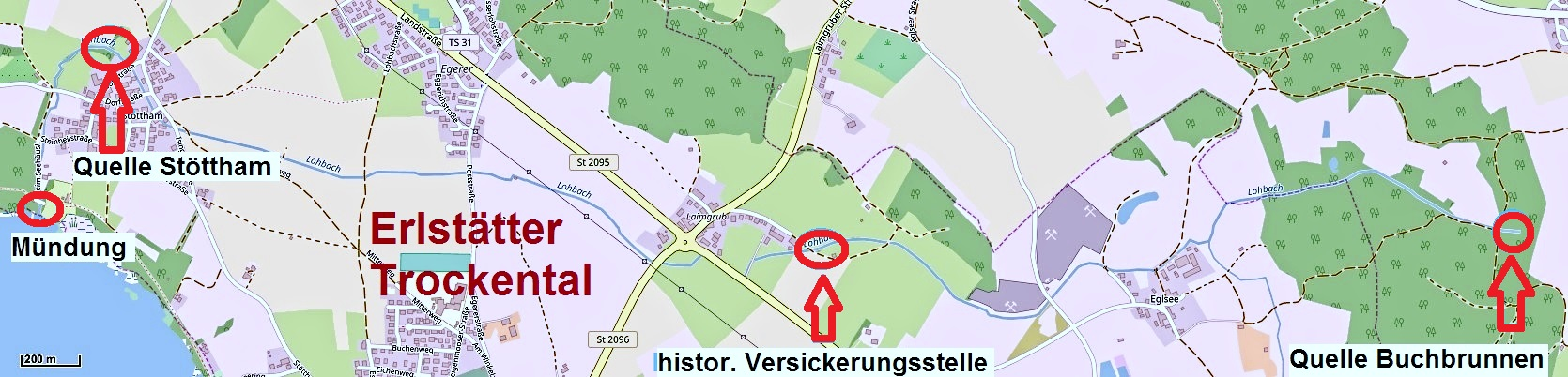
Verlauf des Lohbach
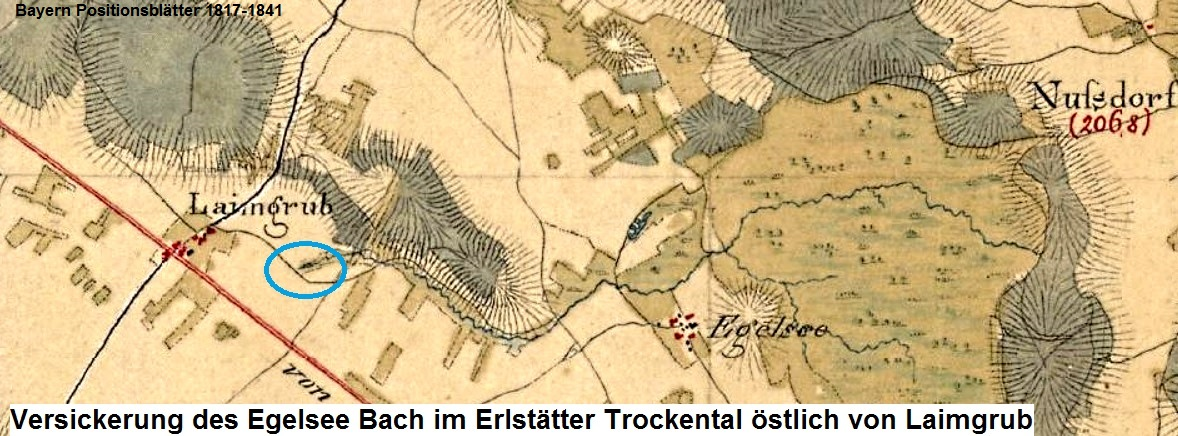
Versickerung bei Laimgrub